# Gustavo Miño
Gustavo Adolfo Miño Baez (12 juni 1984) is een Paraguayaans wielrenner die anno 2018 rijdt voor Vivo Team Grupo Oresy.
Miño werd in zowel 2013, 2014, als 2015 nationaal kampioen tijdrijden bij de elite. Naarnaast nam hij in 2013 en 2014 deel aan het wereldkampioenschap tijdrijden.

## Overwinningen
2013
Paraguayaans kampioen tijdrijden, Elite
2014
Paraguayaans kampioen tijdrijden, Elite
2015
Paraguayaans kampioen tijdrijden, Elite
Paraguayaans kampioen cross-country, Elite

## Ploegen
- 2012 –  Start Cycling Team-Atacama Flowery Desert
- 2013 –  Start-Trigon Cycling Team
- 2014 –  Start-Trigon Cycling Team
- 2017 –  Vivo Team Grupo Oresy
- 2018 –  Vivo Team Grupo Oresy

Frazer · Gil · López · Matiauda · Menendez · Miño · Miranda · Padulo · Palma · Sanguino · Tanovitchii · Villamayor · Zugasti
Ardila · Bello · Caseny · Coronel · De Decker · van Eerd · Frazer · Grassi · López · Matiauda · Matthews · Menendez · Miño · Murillo · Ortega · Riveros · Sarmiento · Servían · Zugasti · Vangheluwe (stagiair) · Zavala (stagiair)
Allard · Bueken · Busk · Caseny · Castillo · van Eerd · Frazer · Gálviz · Iparragirre · Miño · Mora · Niño · Pria · Riveros · dos Santos · Sarmiento · Ulloa · Wacker · Samuel (stagiair)
Alcocer · Coronel · Escobar · Flor · Miño · Mora · Ja. Salas · Ju. Salas